# Зеленец (сельское поселение)
Зеленец — административно-территориальная единица (административная территория село с подчинённой ему территорией) и муниципальное образование (сельское поселение с полным официальным наименованием муниципальное образование сельского поселения «Зеленец») в составе муниципального района Сыктывдинского в Республике Коми Российской Федерации.
Административный центр — село Зеленец.

## История
Предшественник — Зеленецкий сельсовет. 
Статус и границы административной территории установлены Законом Республики Коми от 6 марта 2006 года № 13-РЗ «Об административно-территориальном устройстве Республики Коми».
Статус и границы сельского поселения установлены Законом Республики Коми от 5 марта 2005 года № 11-РЗ «О территориальной организации местного самоуправления в Республике Коми».

## Население
| 2010  | 2011  | 2012  | 2013  | 2014  | 2015  | 2016  |
| ----- | ----- | ----- | ----- | ----- | ----- | ----- |
| 3316  | ↘3313 | ↗3419 | ↘3365 | ↗3379 | ↗3438 | ↗3445 |
| 2017  | 2018  | 2019  | 2020  | 2021  |       |       |
| ↘3437 | ↘3428 | ↘3384 | ↘3373 | ↗3386 |       |       |

## Состав
Состав административной территории и сельского поселения:
| № | Населённый пункт | Тип населённого пункта       | Население |
| - | ---------------- | ---------------------------- | --------- |
| 1 | Зеленец          | село, административный центр | ↘2844     |
| 2 | Койтыбож         | деревня                      | 103       |
| 3 | Парчег           | деревня                      | 211       |
| 4 | Чукачой          | деревня                      | 59        |